# Erwin (Tennessee)
Erwin és una població dels Estats Units a l'estat de Tennessee. Segons el cens del 2000 tenia 5.610 habitants.

## Demografia
Segons el cens del 2000, Erwin tenia 5.610 habitants, 2.470 habitatges, i 1.588 famílies. La densitat de població era de 611,9 habitants/km².
Dels 2.470 habitatges en un 23,4% hi vivien nens de menys de 18 anys, en un 50,6% hi vivien parelles casades, en un 10,9% dones solteres, i en un 35,7% no eren unitats familiars. En el 33,6% dels habitatges hi vivien persones soles el 18,3% de les quals corresponia a persones de 65 anys o més que vivien soles. El nombre mitjà de persones vivint en cada habitatge era de 2,21 i el nombre mitjà de persones que vivien en cada família era de 2,8.
Per edats la població es repartia de la següent manera: un 19,7% tenia menys de 18 anys, un 6,8% entre 18 i 24, un 25,5% entre 25 i 44, un 25,1% de 45 a 60 i un 22,9% 65 anys o més.
L'edat mediana era de 44 anys. Per cada 100 dones de 18 o més anys hi havia 86,3 homes.
La renda mediana per habitatge era de 29.644 $ i la renda mediana per família de 37.813 $. Els homes tenien una renda mediana de 31.894 $ mentre que les dones 20.118 $. La renda per capita de la població era de 15.868 $. Entorn del 7,5% de les famílies i el 13% de la població estaven per davall del llindar de pobresa.

## Poblacions més properes
El següent diagrama mostra les poblacions més properes.